# Міське поселення (Росія)
Міське́ посе́лення — муніципальне утворення в Росії, що є складовою частиною муніципального району. Утворене містом або селищем міського типу, в яких місцеве самоуправління здійснюється населенням безпосередньо через виборчі органи місцевого самоуправління. Міське поселення не є міським округом і входить до складу муніципального району.
Міське поселення — один з типів муніципальних утворень в Росії, передбачених муніципальною реформою. Вони відповідають радянським міським радам (міста районного підпорядкування) та селищним радам (селища міського типу). До складу міського поселення можуть входити одне місто або одне селище міського типу, а також, згідно з генеральним планом міського поселення, території, які призначені для розвитку його соціальної, транспортної чи іншої інфраструктури. Тож він може містити також і села та селища, які не є окремими муніципальними утвореннями.